# 유베르 아스프리야
유베르 아스프리야(스페인어: Yuber Alberto Asprilla Viera, 1992년 11월 12일~)는 콜롬비아의 축구 선수이다. 아틀레티코 우일라에서 공격수로 활동하고 있다.